# Sikorsky S-97 Raider
Sikorsky S-97 Raider — розвідувальний вертоліт американської компанії Sikorsky Aircraft, побудований за співвісною схемою зі штовхаючим гвинтом у хвостовій частині. Розроблено на базі експериментального вертольота X2. Перший політ S-97 відбувся 22 травня 2015 року в штаті Флорида, США. Максимальна швидкість до 220 вузлів (або 407 кілометрів за годину).
Машина буде оснащуватися різними типами озброєння і розвідувальної апаратури для виконання тактичних місій.
Згідно з проєктом, кабіна пілотів розрахована на двох осіб з посадкою пліч-о-пліч. Фюзеляж вертольота буде виконаний з композиційних матеріалів, що дозволяють знизити масу машини та її радіолокаційну помітність. У перспективі S-97 може замінити у військах розвідувальні вертольоти OH-58D Kiowa Warrior.
Збірка прототипів S-97 ведеться Sikorsky з 2012 року. Вертоліт S-97 Raider буде мати простір у кормовій частині кабіни для озброєння і допоміжного палива. У штурмовій конфігурації, транспортний відсік зможе вміщати до шести десантників. У порівнянні з іншими легкими військовими вертольотами збільшилася маневровість, витривалість і здатність працювати на великих висотах, як очікується S-97, значно зменшить радіус повороту і рівень шуму, при значному збільшенні корисного навантаження.

## Тактико-технічні характеристики
Джерело: 
Основні характеристики
- Екіпаж: 0-2 пілоти
- Довжина: 11 м
- Висота:
- Діаметр несучого гвинта: 10 м

- Нормальна злітна маса: 4,057 кг
- Максимальна злітна маса: 4,990 кг
- Силова установка:  ×    2600 кс ( 1900 кВт)
- Повітряний гвинт: 6-лопатевий зі змінним кроком, штовхаючий гвинт (діаметр 2,1 м)

Льотні характеристики
- Крейсерська швидкість: 407 км/год
- Бойовий радіус: 570 км